# Port lotniczy Ronneby
Port lotniczy Ronneby (IATA: RNB, ICAO: ESDF) – port lotniczy położony 4 km od Ronneby, 30 km od Karlshamn i 30 km od Karlskorny, w regionie Blekinge, w Szwecji.

## Linie lotnicze i połączenia
| Linia Lotnicza               | Kierunek             |
| ---------------------------- | -------------------- |
| Braathens Regional Airlines  | 1. Sztokholm-Bromma  |
| Scandinavian Airlines System | 1. Sztokholm-Arlanda |